# Vertrag von Córdoba

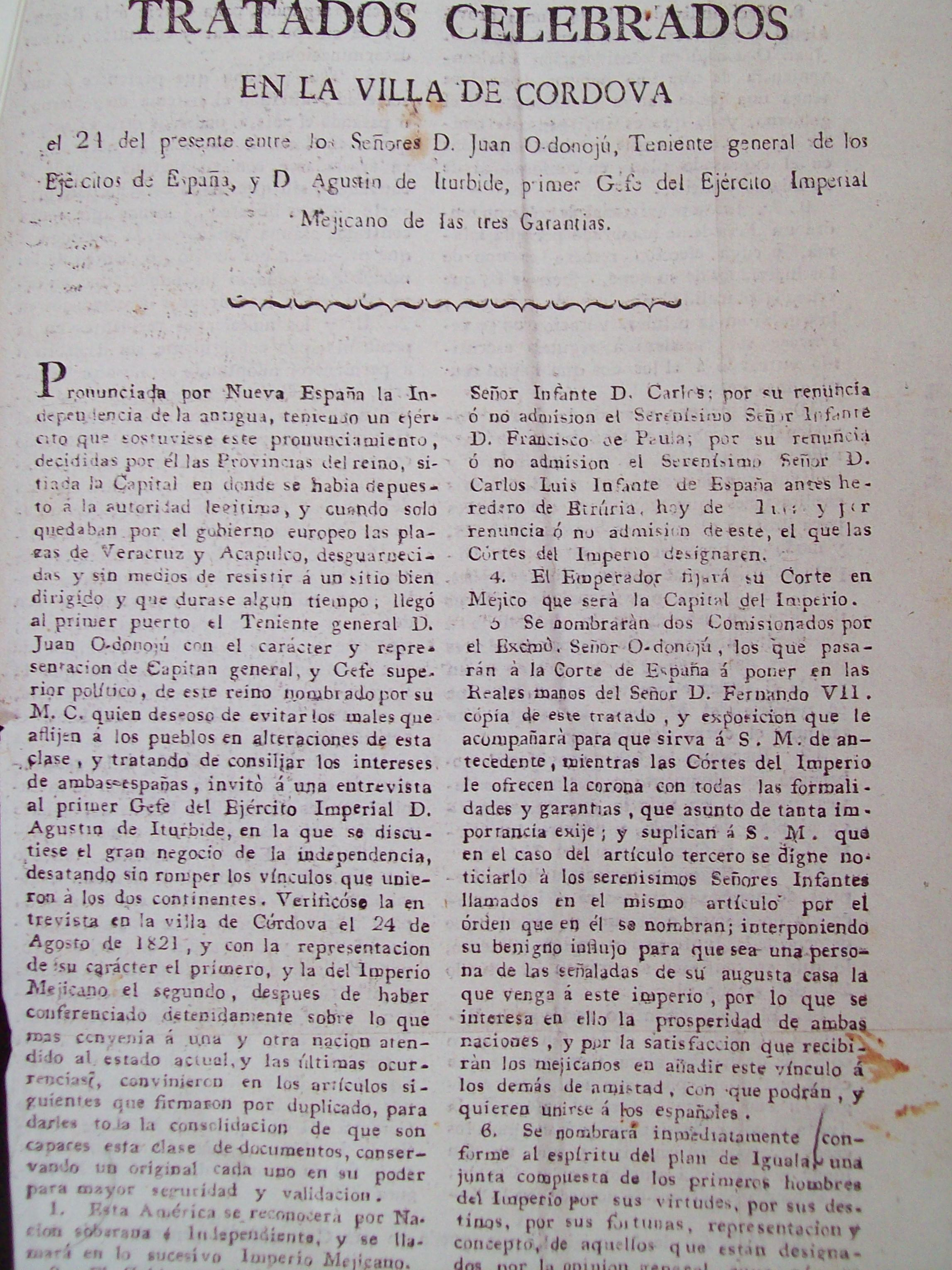
Vertrag von Córdoba

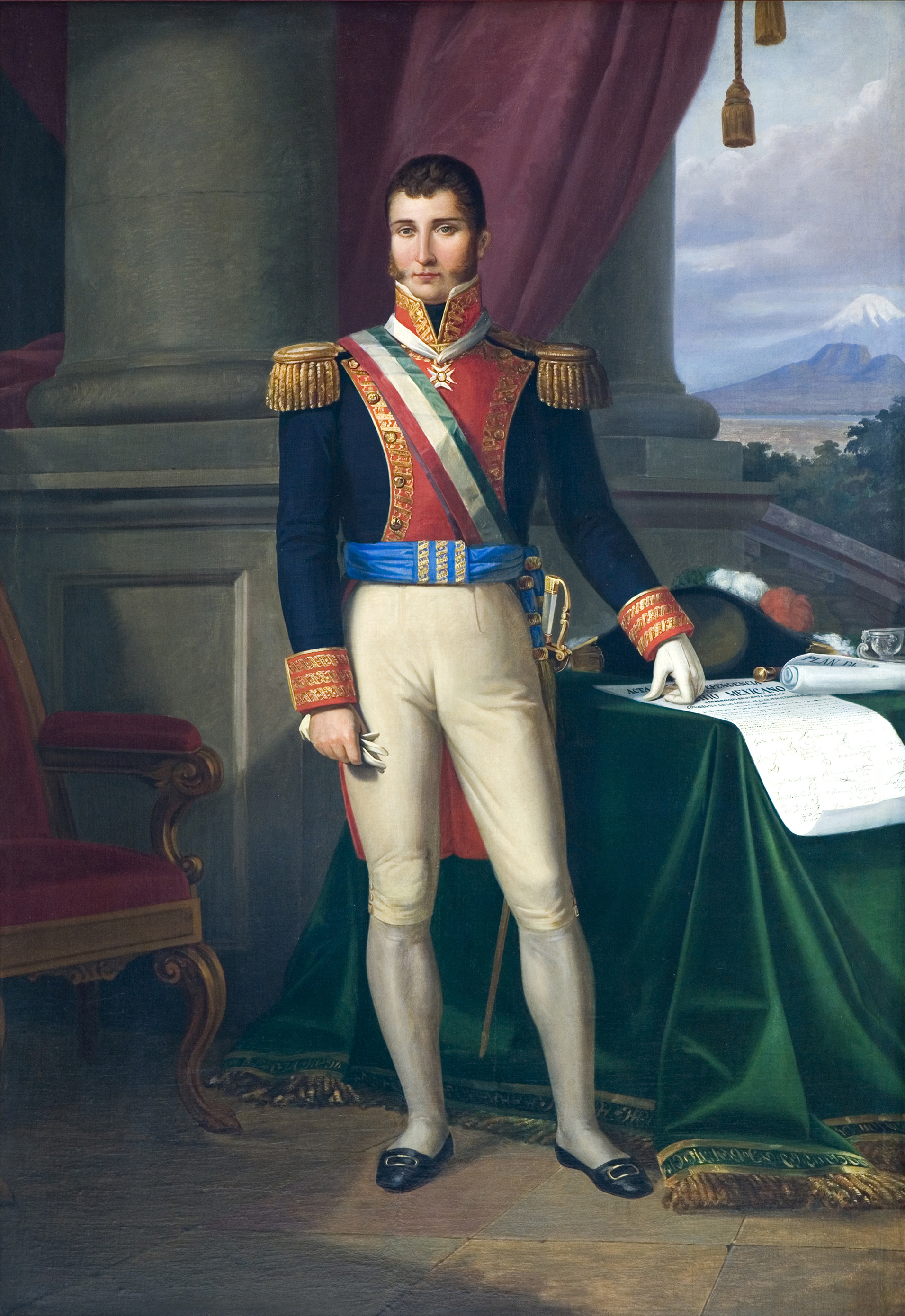
Agustín de Iturbide

Der Vertrag von Córdoba zwischen dem Anführer der mexikanischen Unabhängigkeitsbewegung Agustín de Iturbide und dem letzten spanischen Vizekönig Juan O’Donojú vom 24. August 1821 bildete die rechtliche Grundlage für die Entwicklung des ersten mexikanischen Kaiserreiches. Er wurde von der spanischen Regierung erst 1836 anerkannt.

## Vorgeschichte
Seit 1810 befanden sich mexikanische Truppen in einem Unabhängigkeitskrieg mit der spanischen Kolonialmacht. 1821 kontrollierten die mexikanischen Unabhängigkeitskämpfer ganz Mexiko mit Ausnahme der Städte Acapulco, Mexiko-Stadt und Veracruz.
Am 30. Juli kam der von der spanischen Regierung zum „Obersten Direktor der Kolonie“ (jefe político superior) ernannte Juan de O’Donojú in Veracruz an. Entgegen den Ankündigungen vor seiner Ernennung fand er dort nur noch wenige loyale Truppen vor. Angesichts der eigenen militärischen Unterlegenheit schlug er Iturbide ein Treffen in Córdoba vor, wo beide am 23. August 1821 eintrafen.

## Der Vertragsinhalt
Am 24. August unterzeichneten beide Seiten den „Tratado de Córdoba“. O’Donojú war hierzu nicht durch die spanische Regierung bevollmächtigt. Der Vertrag orientierte sich am Plan von Iguala und bestand aus 17 Artikeln. Im Kern sah er die Unabhängigkeit Mexikos als moderate konstitutionelle Monarchie unter einem spanischen Monarchen (Ferdinand VII., oder – falls dieser sich weigere – dessen Brüder Carlos oder Francisco) vor. Für den Fall, dass Spanien die Übernahme des Thrones verweigerte, sollte der einzusetzende Regentschaftsrat einen Monarchen bestimmen. Diesem neunköpfigen Gremium gehörte neben Iturbide auch O’Donojú an.
Iturbide sollte Mexiko als Präsident des Regentschaftsrates und Oberbefehlshaber regieren und O’Donojú als Vizekönig zurücktreten. Am 23. September wurde der Regentschaftsrat formell eingesetzt und die Unabhängigkeit Mexikos in Mexiko-Stadt proklamiert. Die dort verbliebene spanische Garnison kapitulierte in Anbetracht der Autorität O’Donojús.

## Weitere Entwicklung
Am 13. Februar 1822 wiesen die spanischen Cortes den Vertrag zurück. Aus Rücksicht auf die fortbestehenden Ansprüche Spaniens nahm kein europäisches Königshaus das mexikanische Angebot auf den Thron an. Daher ließ sich Iturbide am 19. Mai 1822 vom Regentschaftsrat zum Kaiser wählen. Am 21. Juli 1822 wurde er als August I. inthronisiert. Seinem drohenden Sturz infolge seiner kompromisslosen Regentschaft kam er am 19. März 1823 durch freiwillige Abdankung zuvor, und Mexiko wurde zur Republik. Spanische Truppen hielten noch bis 1825 ein Fort auf San Juan de Ulúa bei Veracruz besetzt. Nochmals 1827 und 1829 unternahm Spanien Invasionsversuche, welche jedoch scheiterten. Erst 1836 erkannte Spanien die Unabhängigkeit Mexikos an.